# Associazione Calcio ChievoVerona 2003-2004

## Stagione
Nella stagione 2003-04, il Chievo fu battuto per la prima volta in Campionato dalla Lazio. Perse anche contro l'Inter, che nei 2 anni precedenti non aveva mai vinto in casa clivense. Fu poi sconfitta dai rossoneri, anch'essi alla prima vittoria sul campo dei gialloblu.
Impose invece il pari alle milanesi nel girone di ritorno, finendo il torneo in nona posizione.

## Rosa
| N. |                    | Ruolo | Calciatore           |
| -- | ------------------ | ----- | -------------------- |
| 1  | Italia (bandiera)  | P     | Luca Marchegiani     |
| 2  | Ghana (bandiera)   | D     | John Mensah          |
| 3  | Italia (bandiera)  | A     | Giuseppe Sculli      |
| 4  | Italia (bandiera)  | C     | Stefano Morrone      |
| 5  | Brasile (bandiera) | C     | Luciano              |
| 6  | Italia (bandiera)  | D     | Maurizio D'Angelo    |
| 7  | Italia (bandiera)  | C     | Franco Semioli       |
| 8  | Italia (bandiera)  | C     | Roberto Baronio      |
| 10 | Italia (bandiera)  | D     | Lorenzo D'Anna       |
| 11 | Brasile (bandiera) | A     | Amauri               |
| 12 | Italia (bandiera)  | P     | Guido Lippi          |
| 13 | Italia (bandiera)  | D     | Daniele Gastaldello  |
| 14 | Italia (bandiera)  | D     | Luigi Sala           |
| 15 | Cile (bandiera)    | A     | Mauricio Pinilla     |
| 16 | Italia (bandiera)  | C     | Ivone De Franceschi  |
| 18 | Italia (bandiera)  | D     | Andrea D'Agostino    |
| 19 | Italia (bandiera)  | C     | Daniele Franceschini |

| N. |                      | Ruolo | Calciatore         |
| -- | -------------------- | ----- | ------------------ |
| 20 | Italia (bandiera)    | C     | Simone Perrotta    |
| 22 | Italia (bandiera)    | C     | Alfredo Cariello   |
| 23 | Italia (bandiera)    | D     | Salvatore Lanna    |
| 24 | Italia (bandiera)    | A     | Federico Cossato   |
| 25 | Italia (bandiera)    | A     | Matteo Paro        |
| 25 | Brasile (bandiera)   | D     | César              |
| 26 | Italia (bandiera)    | C     | Andrea Zanchetta   |
| 27 | Italia (bandiera)    | D     | Fabio Moro         |
| 28 | Brasile (bandiera)   | A     | Silva Reis         |
| 31 | Italia (bandiera)    | A     | Sergio Pellissier  |
| 33 | Italia (bandiera)    | D     | Marco Malagò       |
| 40 | Brasile (bandiera)   | C     | Higo               |
| 43 | Italia (bandiera)    | D     | Andrea Barzagli    |
| 76 | Italia (bandiera)    | P     | Giorgio Frezzolini |
| 77 | Italia (bandiera)    | P     | Enrico Alfonso     |
| 80 | Italia (bandiera)    | D     | Simone Bonomi      |
| 81 | Argentina (bandiera) | C     | Mario Santana      |

## Risultati

### Serie A

#### Girone di andata
| Arbitro: | Gabriele (Frosinone) |

|                      |           |           |
| Filippini 58’ (rig.) | Marcatori | 12’ Lanna |

| Arbitro: | Trefoloni (Siena) |

|                   |           |                                |
| D'Anna 21’ (rig.) | Marcatori | 26’ Legrottaglie 49’ Trezeguet |

| Arbitro: | Racalbuto (Gallarate) |

|               |           |                       |
| Chevantón 60’ | Marcatori | 53’ Lanna 71’ Cossato |

| Arbitro: | Palanca (Roma 1) |

|                                                   |           |               |
| Zanchetta 41’, 52’ (rig.) Semioli 66’ Santana 81’ | Marcatori | 49’ Di Loreto |

| Arbitro: | Collina (Viareggio) |

|                |           |  |
| Mihajlović 64’ | Marcatori |  |

| Arbitro: | Trefoloni (Siena) |

|            |           |           |
| Amauri 24’ | Marcatori | 60’ Diana |

| Arbitro: | Ayroldi (Molfetta) |

|  |           |            |
|  | Marcatori | 60’ Amauri |

| Arbitro: | Messina (Bergamo) |

|  |           |                      |
|  | Marcatori | 64’ Vieri 67’ Recoba |

| Arbitro: | Tombolini (Ancona) |

|                   |           |                     |
| Chiesa 77’ (rig.) | Marcatori | 28’, 48’ Pellissier |

| Arbitro: | Farina (Novi Ligure) |

|  |           |                     |
|  | Marcatori | 45+1’, 50’ Ševčenko |

| Arbitro: | Morganti (Ascoli Piceno) |

|                                                |           |                |
| Morfeo 52’ Marchionni 70’ Gilardino 81’ (rig.) | Marcatori | 74’ Pellissier |

| Arbitro: | Bertini (Arezzo) |

|  |           |                                   |
|  | Marcatori | 67’ Totti 70’ Mancini 72’ Cassano |

| Reggio Calabria 14 dicembre 2003, ore 15:00 CET 13ª giornata | Reggina           | 0 – 0 | Chievo | Stadio Oreste Granillo (18 798 spett.)\| Arbitro: \| Trefoloni (Siena) \| |
| Arbitro:                                                     | Trefoloni (Siena) |       |        |                                                                           |

| Arbitro: | Farina (Novi Ligure) |

|             |           |  |
| Cossato 42’ | Marcatori |  |

| Arbitro: | Messina (Bergamo) |

|  |           |                                    |
|  | Marcatori | 43’ Cossato 68’ Lanna 76’ Barzagli |

| Verona 10 gennaio 2004, ore 15:00 CET 16ª giornata | Chievo             | 0 – 0 | Udinese | Stadio Marcantonio Bentegodi (10 193 spett.)\| Arbitro: \| Bolognino (Milano) \| |
| Arbitro:                                           | Bolognino (Milano) |       |         |                                                                                  |

| Arbitro: | Dattilo (Locri) |

|                               |           |             |
| Signori 1’ Tare 17’ Nervo 44’ | Marcatori | 33’ Santana |

| Arbitro: | Farina (Novi Ligure) |

|                                     |           |                |
| Barzagli 52’ Santana 73’ Sculli 84’ | Marcatori | 10’ Caracciolo |

| Arbitro: | De Santis (Tivoli) |

|                |           |  |
| Camoranesi 10’ | Marcatori |  |

| Arbitro: | Dondarini (Finale Emilia) |

|                                 |           |                                                |
| Luciano 45+3’ D'Anna 88’ (rig.) | Marcatori | 17’ (aut.) Barzagli 21’ Chevantón 57’ Cassetti |

| Arbitro: | Preschern (Mestre) |

|  |           |                            |
|  | Marcatori | 67’ Barzagli 90+7’ Cossato |

| Verona 22 febbraio 2004, ore 15:00 CET 22ª giornata | Chievo            | 0 – 0 | Lazio | Stadio Marcantonio Bentegodi (11 706 spett.)\| Arbitro: \| Trefoloni (Siena) \| |
| Arbitro:                                            | Trefoloni (Siena) |       |       |                                                                                 |

| Arbitro: | Bolognino (Milano) |

|           |           |  |
| Diana 50’ | Marcatori |  |

| Verona 7 marzo 2004, ore 15:00 CET 24ª giornata | Chievo                                 | 0 – 0 | Empoli | Stadio Marcantonio Bentegodi (9 080 spett.)\| Arbitro: \| Pellegrino (Barcellona Pozzo di Gotto) \| |
| Arbitro:                                        | Pellegrino (Barcellona Pozzo di Gotto) |       |        | |

| Milano 14 marzo 2004, ore 15:00 CET 25ª giornata | Inter              | 0 – 0 | Chievo | Stadio Giuseppe Meazza (50 202 spett.)\| Arbitro: \| De Santis (Tivoli) \| |
| Arbitro:                                         | De Santis (Tivoli) |       |        |                                                                            |

| Arbitro: | Ayroldi (Molfetta) |

|                   |           |             |
| D'Anna 69’ (rig.) | Marcatori | 86’ Ventola |

| Arbitro: | Paparesta (Bari) |

|                          |           |                         |
| Pirlo 80’ Ševčenko 90+7’ | Marcatori | 22’ Sculli 39’ Perrotta |

| Arbitro: | Farina (Novi Ligure) |

|  |           |                              |
|  | Marcatori | 31’ Marchionni 71’ Gilardino |

| Arbitro: | Tombolini (Ancona) |

|                                           |           |             |
| Carew 29’ Cassano 60’ Barzagli 77’ (aut.) | Marcatori | 32’ Cossato |

| Verona 18 aprile 2004, ore 15:00 CEST 30ª giornata | Chievo               | 0 – 0 | Reggina | Stadio Marcantonio Bentegodi (9 964 spett.)\| Arbitro: \| Gabriele (Frosinone) \| |
| Arbitro:                                           | Gabriele (Frosinone) |       |         |                                                                                   |

| Arbitro: | Pieri (Lucca) |

|  |           |                      |
|  | Marcatori | 57’ Sala 79’ Semioli |

| Arbitro: | Dattilo (Locri) |

|                     |           |  |
| Sala 70’ Amauri 90’ | Marcatori |  |

| Arbitro: | Rizzoli (Bologna) |

|                |           |             |
| Iaquinta 45+2’ | Marcatori | 33’ Cossato |

| Arbitro: | Tagliavento (Terni) |

|                          |           |             |
| Amauri 17’ Zanchetta 22’ | Marcatori | 12’ Pecchia |

### Coppa Italia

#### Fase finale
| Arbitro: | Rizzoli (Bologna) |

|                              |           |          |
| Sculli 15’ De Franceschi 86’ | Marcatori | 27’ Coly |

| Arbitro: | Farina (Novi Ligure) |

|                                       |           |  |
| Obodo 42’ Diamoutene 61’ Bothroyd 67’ | Marcatori |  |

## Statistiche

### Statistiche di squadra
| Competizione | Punti | In casa | In casa | In casa | In casa | In casa | In casa | In trasferta | In trasferta | In trasferta | In trasferta | In trasferta | In trasferta | Totale | Totale | Totale | Totale | Totale | Totale | D.R. |
| Competizione | Punti | G       | V       | N       | P       | Gf      | Gs      | G            | V            | N            | P            | Gf           | Gs           | G      | V      | N      | P      | Gf     | Gs     | D.R. |
| ------------ | ----- | ------- | ------- | ------- | ------- | ------- | ------- | ------------ | ------------ | ------------ | ------------ | ------------ | ------------ | ------ | ------ | ------ | ------ | ------ | ------ | ---- |
| Serie A      | 44    | 17      | 5       | 6       | 6       | 17      | 19      | 17           | 6            | 5            | 6            | 19           | 18           | 34     | 11     | 11     | 12     | 36     | 37     | -1   |
| Coppa Italia | -     | 1       | 1       | 0       | 0       | 2       | 1       | 1            | 0            | 0            | 1            | 0            | 3            | 2      | 1      | 0      | 1      | 2      | 4      | -2   |
| Totale       | 44    | 18      | 6       | 6       | 6       | 19      | 20      | 18           | 6            | 5            | 7            | 19           | 21           | 36     | 12     | 11     | 13     | 38     | 41     | -3   |

### Andamento in campionato
| Giornata  | 1  | 2  | 3 | 4 | 5 | 6 | 7 | 8 | 9 | 10 | 11 | 12 | 13 | 14 | 15 | 16 | 17 | 18 | 19 | 20 | 21 | 22 | 23 | 24 | 25 | 26 | 27 | 28 | 29 | 30 | 31 | 32 | 33 | 34 |
| --------- | -- | -- | - | - | - | - | - | - | - | -- | -- | -- | -- | -- | -- | -- | -- | -- | -- | -- | -- | -- | -- | -- | -- | -- | -- | -- | -- | -- | -- | -- | -- | -- |
| Luogo     | T  | C  | T | C | T | C | T | C | T | C  | T  | C  | T  | C  | T  | C  | T  | C  | T  | C  | T  | C  | T  | C  | T  | C  | T  | C  | T  | C  | T  | C  | T  | C  |
| Risultato | N  | P  | V | V | P | N | V | P | V | P  | P  | P  | N  | V  | V  | N  | P  | V  | P  | P  | V  | N  | P  | N  | N  | N  | N  | P  | P  | N  | V  | V  | N  | V  |
| Posizione | 13 | 12 | 9 | 7 | 7 | 9 | 6 | 9 | 7 | 7  | 10 | 11 | 10 | 9  | 9  | 9  | 9  | 9  | 9  | 9  | 9  | 9  | 9  | 9  | 9  | 9  | 10 | 10 | 10 | 10 | 10 | 9  | 9  | 9  |

Fonte:  Serie A – Classifiche, su sport.sky.it, Sky Sport. URL consultato il 7 settembre 2015 (archiviato dall'url originale l'11 settembre 2014).
Legenda:

Luogo: C = Casa; T = Trasferta. Risultato: V = Vittoria; N = Pareggio; P = Sconfitta.

### Statistiche dei giocatori
Sono in corsivo i calciatori che hanno lasciato la società a stagione in corso.
| Giocatore        | Serie A  | Serie A | Serie A     | Serie A    | Coppa Italia | Coppa Italia | Coppa Italia | Coppa Italia | Totale   | Totale | Totale      | Totale     |
| Giocatore        | Presenze | Reti    | Ammonizioni | Espulsioni | Presenze     | Reti         | Ammonizioni  | Espulsioni   | Presenze | Reti   | Ammonizioni | Espulsioni |
| ---------------- | -------- | ------- | ----------- | ---------- | ------------ | ------------ | ------------ | ------------ | -------- | ------ | ----------- | ---------- |
| E. Alfonso       | -        | -       | -           | -          | 0            | 0            | 0            | 0            | 0        | 0      | 0           | 0          |
| Amauri           | 29       | 4       | 6           | 0          | 1            | 0            | 0            | 0            | 30       | 4      | 6           | 0          |
| R. Baronio       | 21       | 0       | 3           | 1          | 1            | 0            | 1            | 0            | 22       | 0      | 4           | 1          |
| A. Barzagli      | 29       | 3       | 2           | 0          | 1            | 0            | 0            | 0            | 30       | 3      | 2           | 0          |
| S. Bonomi        | 2        | 0       | 0           | 0          | -            | -            | -            | -            | 2        | 0      | 0           | 0          |
| A. Cariello      | -        | -       | -           | -          | -            | -            | -            | -            | -        | -      | -           | -          |
| César            | 2        | 0       | 0           | 0          | -            | -            | -            | -            | 2        | 0      | 0           | 0          |
| F. Cossato       | 31       | 6       | 2           | 0          | 1            | 0            | 0            | 0            | 32       | 6      | 2           | 0          |
| A. D'Agostino    | -        | -       | -           | -          | -            | -            | -            | -            | -        | -      | -           | -          |
| M. D'Angelo      | 1        | 0       | 0           | 0          | 2            | 0            | 0            | 0            | 3        | 0      | 0           | 0          |
| L. D'Anna        | 25       | 3       | 12          | 2          | -            | -            | -            | -            | 25       | 3      | 12          | 2          |
| I. De Franceschi | 2        | 0       | 0           | 0          | 2            | 1            | 0            | 0            | 4        | 1      | 0           | 0          |
| D. Franceschini  | 8        | 0       | 0           | 0          | 1            | 0            | 0            | 0            | 9        | 0      | 0           | 0          |
| G. Frezzolini    | 8        | -15     | 0           | 0          | 2            | -4           | 0            | 0            | 10       | -19    | 0           | 0          |
| D. Gastaldello   | 0        | 0       | 0           | 0          | -            | -            | -            | -            | 0        | 0      | 0           | 0          |
| Higo             | 1        | 0       | 0           | 0          | -            | -            | -            | -            | 1        | 0      | 0           | 0          |
| S. Lanna         | 32       | 3       | 7           | 0          | 1            | 0            | 0            | 0            | 33       | 3      | 7           | 0          |
| D. Lippi         | 0        | 0       | 0           | 0          | 0            | 0            | 0            | 0            | 0        | 0      | 0           | 0          |
| Luciano          | 12       | 1       | 1           | 0          | -            | -            | -            | -            | 12       | 1      | 1           | 0          |
| M. Malagò        | 12       | 0       | 5           | 1          | 2            | 0            | 0            | 0            | 14       | 0      | 5           | 1          |
| L. Marchegiani   | 29       | -22     | 1           | 1          | -            | -            | -            | -            | 29       | -22    | 1           | 1          |
| J. Mensah        | 2        | 0       | 0           | 0          | 0            | 0            | 0            | 0            | 2        | 0      | 0           | 0          |
| F. Moro          | 32       | 0       | 7           | 0          | 2            | 0            | 1            | 0            | 34       | 0      | 8           | 0          |
| S. Morrone       | 20       | 0       | 3           | 0          | 1            | 0            | 0            | 0            | 21       | 0      | 3           | 0          |
| M. Paro          | -        | -       | -           | -          | 0            | 0            | 0            | 0            | 0        | 0      | 0           | 0          |
| S. Pellissier    | 27       | 3       | 1           | 0          | 1            | 0            | 0            | 0            | 28       | 3      | 1           | 0          |
| S. Perrotta      | 31       | 1       | 11          | 0          | -            | -            | -            | -            | 31       | 1      | 11          | 0          |
| M. Pinilla       | 6        | 0       | 0           | 0          | 2            | 0            | 0            | 0            | 8        | 0      | 0           | 0          |
| L. Sala          | 17       | 2       | 4           | 0          | 1            | 0            | 0            | 0            | 18       | 2      | 4           | 0          |
| M. Santana       | 28       | 3       | 3           | 0          | 1            | 0            | 0            | 0            | 29       | 3      | 3           | 0          |
| G. Sculli        | 18       | 2       | 2           | 0          | 2            | 1            | 0            | 0            | 20       | 3      | 2           | 0          |
| F. Semioli       | 31       | 2       | 3           | 1          | 2            | 0            | 0            | 0            | 33       | 2      | 3           | 1          |
| D. Silva Reis    | 0        | 0       | 0           | 0          | -            | -            | -            | -            | 0        | 0      | 0           | 0          |
| A. Zanchetta     | 19       | 3       | 4           | 0          | 2            | 0            | 1            | 0            | 21       | 3      | 5           | 0          |